# Alessandro Del Piero
Alessandro Del Piero (ur. 9 listopada 1974 w Conegliano) – włoski piłkarz który grał na pozycji napastnika, w latach 1995–2008 reprezentant Włoch z którą zdobył mistrzostwo świata 2006 i wicemistrzostwo Europy 2000. Największe sukcesy klubowe osiągał grając w Juventusie z którym zdobył Liga Mistrzów UEFA w sezonie (1995/1996), a w sezonach 1996/97, 1997/98 i 2002/03 dotarł do finału.

## Kariera klubowa

### Początki
Pierwszym klubem Del Piero był San Vendemiano. Gdy dołączył do drużyny był jej najmłodszym piłkarzem, bo miał zaledwie 9 lat. Podczas jednego z meczów jego drużyna była obserwowana przez Vittorio Scantaburlo, obserwatora drugoligowej drużyny AC Padwa, który zauważył Alessandra Del Piero. Po czterech latach spędzonych w San Vendemiano Alessandro Del Piero przeniósł się do Padwy. W tym klubie spędził dwa lata. Przez dwa sezony rozwijał swe umiejętności w Serie B, gdzie zagrał w 14 meczach strzelając jedną bramkę.
22 listopada 1992 zaczął grę w podstawowym składzie Padwy w meczu przeciw Ternanie. Wówczas jego partnerami z drużyny byli tacy piłkarze jak Angelo Di Livio, Demetrio Albertini czy Antonio Benarrivo. Po udanych występach w Serie B, Del Piero został zauważony przez działaczy Juventusu oraz Milanu. W wieku lat 19 przeniósł się do Turynu. W Juventusie zaczął grę od zespołów juniorskich w Primaverze. Wraz z tą drużyną wygrał turniej w Viareggio. Pomogło mu to w dostaniu się do pierwszego zespołu. 12 września 1993 nastąpił jego debiut w Serie A, w meczu przeciwko Foggi, zakończony remisem 1:1. W następnym meczu z Reggianą dostał kolejną szansę. W 80 minucie został wprowadzony na boisko za Fabrizia Ravanelliego i 10 minut gry wystarczyło, aby strzelił swoją pierwszą bramkę w Serie A.
Po niedługim czasie zdobył swojego pierwszego hat-tricka w zawodowej karierze w meczu z Parmą. W decydującym o mistrzostwie meczu, Juventus przegrywał z Fiorentiną 0:2, wówczas dwa trafienia zaliczył Gianluca Vialli, a zwycięskiego gola zdobył właśnie Del Piero.

### Lata 1995–1999
W 1996 Juventus zdobył Scudetto, wygrał Ligę Mistrzów oraz zdobył Puchar Interkontynentalny, do czego w dużej mierze przyczyniły się gole Alessandro Del Piero. Zdobył między innymi decydującego gola w Pucharze Interkontynentalnym z River Plate, który dał Juventusowi miano najlepszej drużyny globu.
Gorsze chwile nadeszły wraz z rokiem 1998. Podczas MŚ we Francji Del Piero nie grał zbyt wiele. Włosi, kandydujący do zdobycia mistrzostwa odpadli w ćwierćfinale. Po mistrzostwach szkoleniowiec Romy Zdenek Zeman oskarżył Del Piero oraz innych wielkich graczy Juve o stosowanie niedozwolonych środków dopingujących.
8 listopada 1998 podczas ligowego meczu z Udinese Calcio, Del Piero uległ bardzo ciężkiej i skomplikowanej kontuzji, która wyłączyła go z gry na okres 9 miesięcy. Wówczas poddał się operacji w USA i przez kolejne 3/4 roku dochodził do formy. Pod jego nieobecność Juve spisywało się bardzo słabo, zajmując dopiero 6 lokatę w Serie A. Del Piero powrócił 4 sierpnia 1999 i zaraz po powrocie podpisał z Juventusem 5-letni kontrakt, który sprawił, że Del Piero był w tym czasie najlepiej zarabiającym piłkarzem na świecie.

### Lata 2000–2005
Sezon 1999/00 był bardzo ważny dla Del Piero. W Juventusie skończyła się era Lippiego i nadeszły dwa sezony pracy Ancelottiego. Del Piero zdobył z Juve 2 wicemistrzostwa Włoch i kilka nagród na najlepszego gracza sezonu, w różnych kategoriach. 12 lutego umarł Gino Del Piero – ojciec Alessandro. Pogrążony w smutku w następnym meczu strzelił bramkę, dedykując ją ojcu.
W sezonie 2001/02 wrócił Lippi. Liga Mistrzów dla Juventusu skończyła się w drugiej rundzie grupowej. Atak Del Piero – Trezeguet prowadził Juventus do 26 mistrzostwa kraju. Przed ostatnią kolejką Juve było drugie, z jednym punktem straty do Interu Mediolan. „Bianconeri” musieli pokonać Udinese Calcio i liczyć na potknięcie Interu w meczu z S.S. Lazio. Lazio wygrało 4:2, a Juve po bramkach Del Piero i Trezegueta wygrało i zdobyło „scudetto”. Del Piero ponownie został wybranym najlepszym napastnikiem sezonu w Serie A.
Sezon 2002/03 był jednym z lepszych w wykonaniu Aleksa. Wraz Trezeguetem i Nedvědem stworzyli bardzo groźne trio w Lidze Mistrzów. Juventus doszedł do finału Ligi Mistrzów, gdzie przegrał z Milanem w rzutach karnych. Na pocieszenie Juventus zdobył „scudetto”. Sezon 2003/04 to jedno wielkie rozczarowanie. Juventus nie zdobył żadnego trofeum, a w dodatku przegrał w lidze z Romą aż 4:1. Juventus skończył sezon na 3. miejscu. W finale pucharu Włoch przegrał w dwumeczu z S.S. Lazio. Sezon 2004/05 był w miarę udanym sezonem dla Juve. W letnim okienku transferowym do Juventusu przybyli Emerson, Ibrahimović, Mutu, Cannavaro i Zebina, a nowym trenerem został Fabio Capello. W Lidze Mistrzów odpadają w ćwierćfinale z Liverpoolem, który potem sięgnął po to trofeum. Del Piero grał cały czas poniżej oczekiwań i często był zmieniany. Miał jednak momenty przebłysków dawnego geniuszu takich jak np. w decydującym o mistrzostwie meczu z Milanem, kiedy to w fenomenalny sposób zagrał piłkę przewrotką do Davida Trezegueta, który strzelił bramkę na wagę mistrzostwa.

### Lata 2006–2012
W sezonie 2005/06 trener Capello nie widział go w pierwszym składzie dając częściej szansę gry Ibrahimoviciowi. Del Piero wchodził jednak w końcówkach meczu i strzelał bramki, często na wagę zwycięstwa, jednak dało się zauważyć konflikt z trenerem Fabio Capello. W tym sezonie Del Piero zdobył swoją 183 bramkę dla Juve, tym samym stał się najlepszym strzelcem w historii klubu.

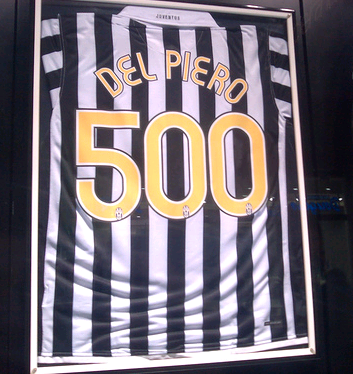
Koszulka upamiętniająca 500. występ Del Piero w barwach Juventusu

Po zdobyciu przez reprezentację Włoch Mistrzostwa Świata, we Włoszech doszło do rozstrzygnięcia tzw. Afery Calciopoli, w wyniku której Juventus został zdegradowany do Serie B oraz zostały mu odebrane dwa mistrzostwa Włoch z poprzednich dwóch sezonów. Jednak Alessandro Del Piero postanowił pozostać wierny swojemu klubowi. Nowym trenerem w tym czasie klubu został, przyjaciel Del Piero z czasów początku jego kariery, Didier Deschamps. Tymczasem Del Piero w wygranym meczu z Modeną (4-0) strzelił swoją 199. bramkę w koszulce Juventusu.
28 października 2006 kapitan Juventusu w meczu przeciwko Frosinone zdobył swoją 200. bramkę dla klubu.
Niespełna 3 miesiące później, wybiegając na boisko w meczu z Bari Del Piero odnotował swój 500. występ w barwach „Starej Damy”. 17 lutego 2007 roku w meczu 24. kolejki Serie B przeciwko Crotone kapitan Juventusu zdobył swojego 6. w karierze hat-tricka. Ponad 2 tygodnie później, 4 marca, Del Piero powtórzył swój wyczyn – zdobywając 7. hat-tricka poprowadził Bianconerich do zwycięstwa 4:0 nad Piacenzą. Ostatecznie został królem strzelców Serie B z 20 bramkami na koncie.
W sezonie 2007/2008 potwierdził swoją wysoką formę, prowadząc Juventus do trzeciego miejsca w Serie A. Indywidualnie został królem strzelców ligi włoskiej z 21 bramkami, tuż przed kolegą z zespołu Davidem Trezeguet (20 bramek). Rok 2008 był jednym z najbardziej udanych w karierze napastnika piłkarskiej reprezentacji Włoch i Juventusu – z 28 bramkami w przeciągu jednego roku mistrz świata z 2006 roku poprawił swój najlepszy wynik. Został również rekordzistą włoskiej Serie A, bowiem nikt w historii rozgrywek nie zdołał w ciągu roku strzelić 20 goli.
Popis swoich umiejętności pokazał także w meczu Ligi Mistrzów przeciwko Realowi Madryt strzelając dwie bramki. Dzięki niemu „Stara Dama” wygrała z „Królewskimi” 2:0. Pod koniec meczu zmienił go De Ceglie. Hiszpańscy kibice na stojąco pożegnali brawami schodzącego z boiska Włocha. W wywiadzie podkreślił: „żyję dla takich emocji” i przyznał, że wygranie Ligi Mistrzów było dla niego ważniejsze niż zdobycie Scudetto.

Liga Mistrzów to większe emocje, większa adrenalina. Każdy mecz jest jakby ostatnim. Tu nie możliwości odrobienia kilku punktów straty tak jak w lidze. Co do mojej formy, to jest z nią naprawdę dobrze. Jestem już doświadczonym piłkarzem i wiem co robić by moja forma utrzymywała się na wysokim poziomie. – zakończył.

14 marca 2010 r. Alessandro Del Piero po raz kolejny zapisał się w annałach historii, tym razem przy okazji strzelenia 300 i 301 bramki dla Juventusu. Włoski napastnik zdobył dwie bramki w spotkaniu przeciwko AC Siena. Najpierw w 2. minucie rozpoczął strzelanie, a pięć minut później podwyższył na 2:0. Jednak nie dało to zwycięstwa Juventusowi, gdyż w ostatecznym rozrachunku padł remis 3:3. Del Piero jest nie tylko najlepszym strzelcem w historii Juventusu, ale i piłkarzem, który najczęściej bronił barw klubowych. W tym sezonie Alex zagrał w 29 meczach, strzelając jedenaście bramek. 23 występy zaliczył w Serie A, a dwa w Lidze Mistrzów i trzy w Lidze Europy.
20 maja 2012 Alessandro Del Piero rozegrał swój ostatni mecz w historii w barwach Juventusu, było to 705. spotkanie Del Piero w koszulce „Starej Damy”, Juventus podejmował SSC Napoli w finale Coppa Italia. Mecz zakończył się porażką turyńczyków 0:2 (0:0). W ciągu 19 lat gry w Juventusie rozegrał 705 oficjalnych spotkań i strzelił w nich 290 goli co czyni go najlepszym strzelcem w historii klubu.

## Kariera reprezentacyjna
W reprezentacji Włoch Del Piero zadebiutował 25 marca 1995. Podczas Euro 96 w Anglii zagrał zaledwie 45 minut. Potem były Mistrzostwa Świata we Francji w 1998, jednak na nich Del Piero również był rezerwowym. Włosi odpadli w ćwierćfinale po rzutach karnych z Francją. Większe zaufanie Alessandro Del Piero zyskał u Dino Zoffa podczas ME 2000 roku. Co prawda Del Piero nie grał w każdym meczu, ale był podstawowym graczem, który pomógł reprezentacji zajść aż do finału. W finale Włosi przegrali z Francją 1:2, prowadząc do 90 min 1:0. Następne lata w reprezentacji to czasy „panowania” Trapattoniego i MŚ w Japonii i Korei. Po raz kolejny trener nie chciał od początku postawić na Del Piero. Jednak wystarczyło mu 20 minut meczu z Meksykiem, aby strzelić gola dającego awans Italii do następnej rundy. Gdy wydawało się, że po tym wyczynie znalazł miejsce w pierwszym składzie, Squadra Azzurra pożegnała się z turniejem. W 2004 jako pewniak Del Piero pojechał na ME do Portugalii. Nie zdobył tam jednak bramki i Reprezentacja Włoch szybko odpada po „Skandynawskim Spisku”.
Po rocznej przerwie Del Piero z reprezentacją, nowy trener Marcello Lippi zaczął powoływać go na mecze eliminacji do Mistrzostw Świata w Niemczech. Alessandro Del Piero otrzymał także powołanie do kadry Włoch na Mistrzostwa Świata 2006. W Niemczech Del Piero grywał głównie końcówki meczów, nie zdobywając żadnej bramki aż do 4 lipca 2006. Tego dnia wszedł na drugą część dogrywki meczu półfinałowego z Niemcami i strzelił bramkę na 2:0, ostatecznie decydując o wyniku spotkania. W finale z Francją także wszedł pod koniec spotkania i zdobył bramkę w serii rzutów karnych (wygranych 5-3). Dzięki temu wywalczył wraz z reprezentacją Włoch Mistrzostwo Świata.
Trener reprezentacji Włoch Roberto Donadoni powołał Del Piero na Euro 2008. Wystąpił na tym turnieju w trzech meczach – z Holandią, Rumunią oraz z Hiszpanią w ćwierćfinale. Były to jego czwarte Mistrzostwa Europy i siódmy wielki turniej.

## Statystyki kariery
| Sezon      | Klub          | Rozgrywki  | Liga  | Liga   | Coppa Italia | Coppa Italia | Puchary Europejskie | Puchary Europejskie | Inne  | Inne   | Łącznie | Łącznie |
| Sezon      | Klub          | Rozgrywki  | Mecze | Bramki | Mecze        | Bramki       | Mecze               | Bramki              | Mecze | Bramki | Mecze   | Bramki  |
| ---------- | ------------- | ---------- | ----- | ------ | ------------ | ------------ | ------------------- | ------------------- | ----- | ------ | ------- | ------- |
| 1991–92    | Padova        | Serie B    | 4     | 0      | –            | –            | –                   | –                   | –     | –      | 4       | 0       |
| 1992–93    | Padova        | Serie B    | 10    | 1      | –            | –            | –                   | –                   | –     | –      | 10      | 1       |
| 1993–94    | Juventus F.C. | Serie A    | 11    | 5      | 1            | 0            | 2                   | 0                   | –     | –      | 14      | 5       |
| 1994–95    | Juventus F.C. | Serie A    | 29    | 8      | 10           | 1            | 11                  | 1                   | –     | –      | 50      | 10      |
| 1995–96    | Juventus F.C. | Serie A    | 29    | 6      | 2            | 1            | 11                  | 6                   | –     | –      | 42      | 13      |
| 1996–97    | Juventus F.C. | Serie A    | 22    | 8      | 4            | 0            | 8                   | 6                   | –     | –      | 34      | 14      |
| 1997–98    | Juventus F.C. | Serie A    | 32    | 21     | 4            | 1            | 10                  | 10                  | –     | –      | 46      | 32      |
| 1998–99    | Juventus F.C. | Serie A    | 8     | 2      | 1            | 0            | 4                   | 0                   | –     | –      | 13      | 2       |
| 1999–00    | Juventus F.C. | Serie A    | 34    | 9      | 2            | 1            | 9                   | 2                   | –     | –      | 45      | 12      |
| 2000–01    | Juventus F.C. | Serie A    | 25    | 9      | 2            | 0            | 6                   | 0                   | –     | –      | 33      | 9       |
| 2001–02    | Juventus F.C. | Serie A    | 32    | 16     | 4            | 1            | 10                  | 4                   | –     | –      | 46      | 21      |
| 2002–03    | Juventus F.C. | Serie A    | 24    | 16     | 0            | 0            | 13                  | 5                   | –     | –      | 37      | 21      |
| 2003–04    | Juventus F.C. | Serie A    | 22    | 8      | 4            | 3            | 4                   | 3                   | –     | –      | 30      | 14      |
| 2004–05    | Juventus F.C. | Serie A    | 30    | 14     | 1            | 0            | 10                  | 3                   | –     | –      | 41      | 17      |
| 2005–06    | Juventus F.C. | Serie A    | 33    | 12     | 4            | 5            | 7                   | 3                   | –     | –      | 44      | 20      |
| 2006–07    | Juventus F.C. | Serie B    | 35    | 20     | 2            | 3            | –                   | –                   | –     | –      | 37      | 23      |
| 2007–08    | Juventus F.C. | Serie A    | 37    | 21     | 4            | 3            | –                   | –                   | –     | –      | 41      | 24      |
| 2008–09    | Juventus F.C. | Serie A    | 31    | 13     | 3            | 2            | 9                   | 6                   | –     | –      | 43      | 21      |
| 2009–10    | Juventus F.C. | Serie A    | 23    | 9      | 1            | 2            | 5                   | 0                   | –     | –      | 29      | 11      |
| 2010–11    | Juventus F.C. | Serie A    | 33    | 8      | 2            | 0            | 10                  | 3                   | –     | –      | 45      | 11      |
| 2011–12    | Juventus F.C. | Serie A    | 23    | 3      | 5            | 2            | –                   | –                   | –     | –      | 28      | 5       |
| Suma       | Juventus      | Juventus   | 513   | 208    | 55           | 25           | 129                 | 52                  | 7     | 4      | 705     | 289     |
| W karierze | W karierze    | W karierze | 527   | 209    | 55           | 25           | 129                 | 52                  | 7     | 4      | 719     | 290     |

## Sukcesy

### Z Juventusem
- Mistrz Włoch: 1994/95, 1996/97, 1997/98, 2001/02, 2002/03, 2004/05, 2005/06, 2011/12
- Puchar Włoch: 1994/95
- Superpuchar Włoch: 1995, 1997, 2002, 2003
- Mistrz Serie B: 2006/07
- Liga Mistrzów: 1995/96
- Liga Mistrzów (2. miejsce): 1996/97, 1997/98, 2002/03
- Superpuchar Europy: 1996
- Puchar Interkontynentalny: 1996
- Puchar Intertoto: 1999
- Turniej we Viareggio: 1994

### Z reprezentacją Włoch
- Mistrzostwo Świata: 2006
- Wicemistrzostwo Europy: 2000
- Mistrzostwo Europy do lat 21: 1994, 1996

### Sukcesy indywidualne
- Najlepszy młody gracz w Europie (Bravo Award): 1996
- Piłkarz roku we Włoszech: 1998
- Najlepszy strzelec Ligi Mistrzów: 1997/1998
- FIFA 100 (lista stu najlepszych piłkarzy wszech czasów utworzona przez Pelé)
- Najlepszy strzelec Pucharu Włoch: 2006
- Golden Foot (Złota Stopa): 2007
- Najlepszy strzelec Serie B: 2007
- Najlepszy strzelec Serie A: 2008
- Nagroda imienia Gaetano Scirei: 2008
- Najlepszy napastnik Ligi Mistrzów ostatniego 10-lecia
- Najlepszy strzelec w historii Juventusu
- Najwięcej występów w historii Juventusu

### Ordery
- Kawaler Orderu Zasługi Republiki Włoskiej: 2000
- Oficjalny Orderu Zasługi Republiki Włoskiej: 2006

### Bramki
Del Piero w 705 występach zdobył dla Juventusu 289 bramek.
- 188 w Serie A
- 20 w Serie B
- 28 w Coppa Italia
- 3 w Super Coppa Italiana
- 50 w Lidze Mistrzów (razem z meczami kwalifikacyjnymi)
- 2 w Pucharze UEFA
- 1 w Pucharze Intertoto
- 2 w Superpucharze Europy
- 1 w Pucharze Interkontynentalnym

### Inne
W styczniu 2015 niepowodzeniem zakończyło się głosowanie w radzie Turynu w sprawie przyznania honorowego obywatelstwa piłkarzowi.